# Inquisitors of Satan
Inquisitors of Satan drugi je studijski album francuskog avangardnog black metal-sastava Deathspell Omega. Album je 22. svibnja 2002. godine objavila diskografska kuća Northern Heritage Records.

## Popis pjesmama
| 1.    | »From Unknown Lands of Desolation« | 5:38 |
| 2.    | »Torture and Death«                | 4:27 |
| 3.    | »Desecration Master«               | 5:42 |
| 4.    | »Lethal Baptism«                   | 3:50 |
| 5.    | »Succubus of All Vices«            | 6:19 |
| 6.    | »Inquisitors of Satan«             | 5:41 |
| 7.    | »Decadence«                        | 6:33 |
| 38:10 |                                    |      |

## Zasluge
Deathspell Omega
- Hasjarl – gitara
- Khaos – bas-gitara
- Shaxul – vokali